# دالي تومسون
دالي تومسون (بالإنجليزية: Dale Thompson)‏ هو ملحن وكاتب أغاني وموسيقي أمريكي، ولد في 13 ديسمبر 1963.